# Zubní vrtačka

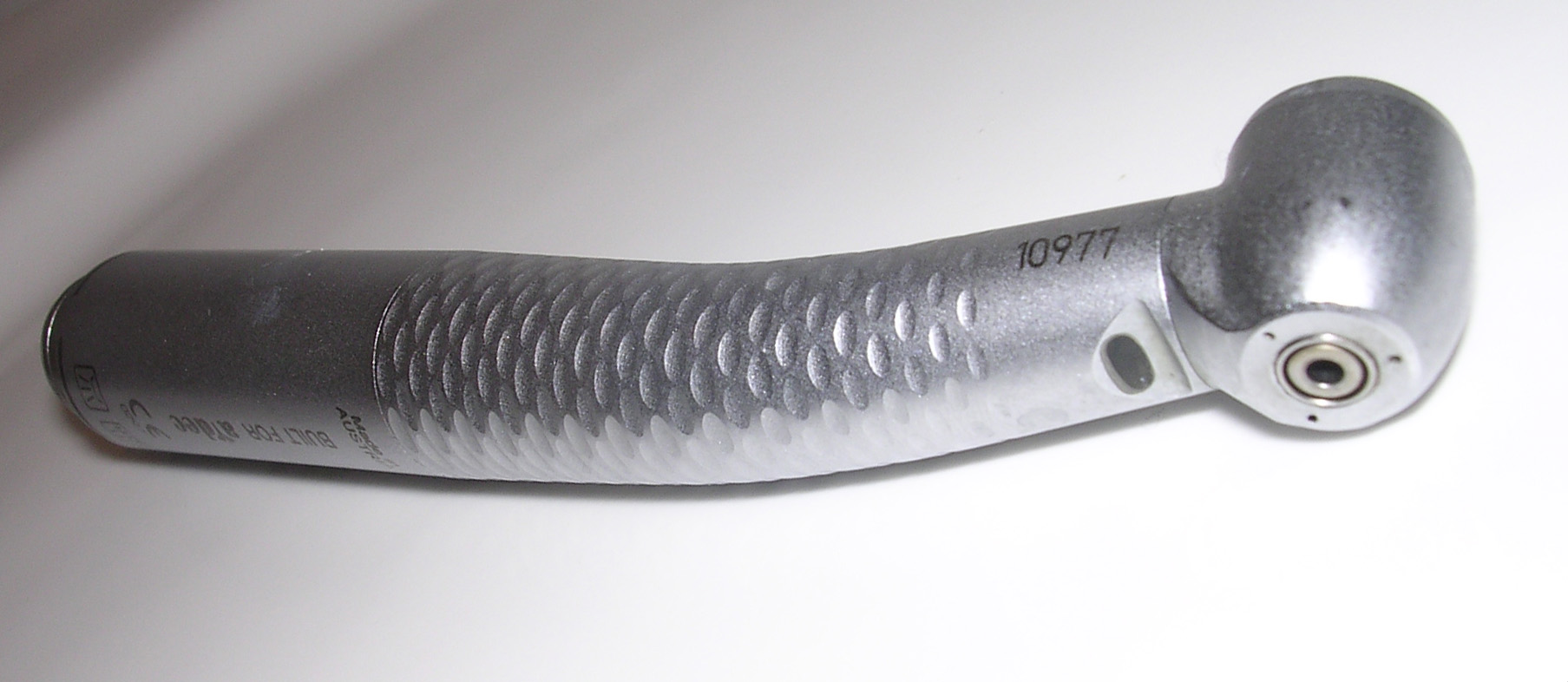
Vysokorychlostní zubní vrtačka - turbínový násadec

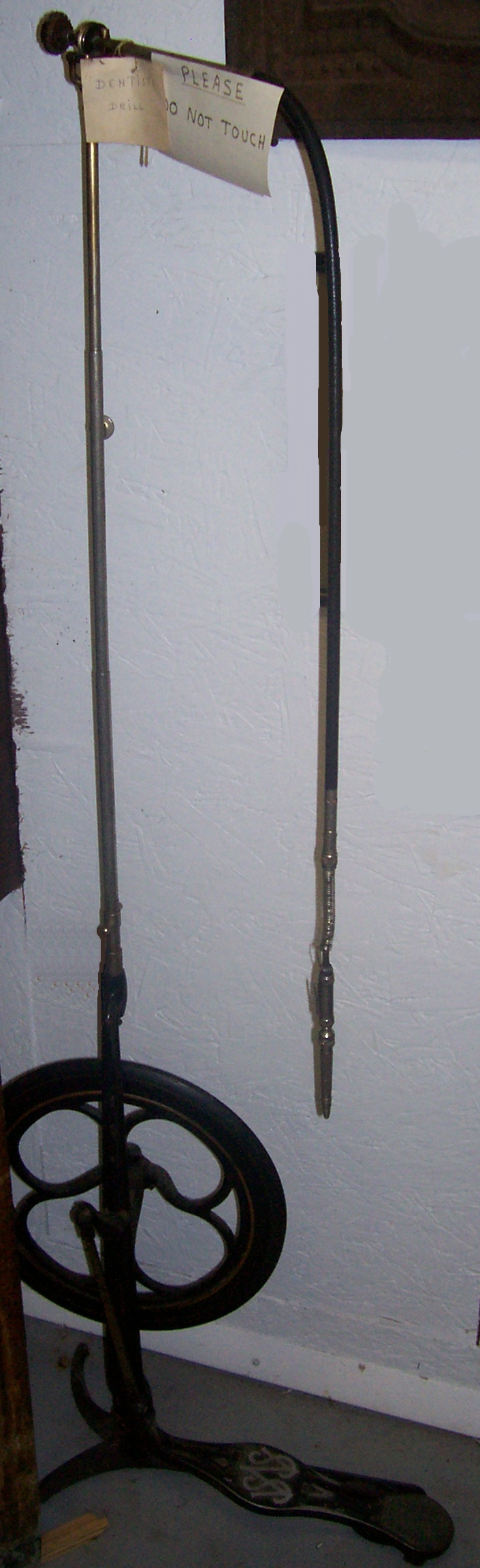
Historická šlapací vrtačka s ohebným hřídelem (bowdenem)

Zubní vrtačka je specializovaný rotační nástroj (malý stroj) používaný v zubním lékařství (stomatologii). Užívá se pro vrtání, broušení a leštění při preparaci zubů nebo při úpravách protéz. Zubní vrtačky používají také zlatníci, nástrojaři a modeláři pro jemné práce.

## Rozdělení
Starší zubní vrtačky se poháněly šlapáním nebo pevným elektrickým motorem ve stojanu a kroutící moment se přenášel buďto lankovým převodem (např. již historické československé dentální soupravy Chiradent BH z Chirany Stará Turá a Chirastom 519 z Chirany Praha - Strašnice nebo sovětská souprava US 30) nebo ohebným hřídelem (bowdenem), přenášejícím kroutící moment do vrtacího nástavce. Měly poměrně nízké otáčky. Šlo zpravidla o stejnosměrný elektromotor v Barkhausenově zapojení. To umožňovalo plynulou regulaci otáček rotoru při téměř konstantním kroutícím momentu. Současné vysokorychlostní vrtačky mají pohon buď elektrickým mikromotorem nebo vzduchovou turbínkou přímo v násadci. Při preparaci živého zubu je každopádně nutné před započetím výkonu vždy podat injekčně lokální anestetikum (např. Supracain, Novokain) nebo zákrok provádět v analgosedaci. Bez toho je totiž zákrok mimořádně bolestivý.

## Mikromotorová vrtačka
Skládá se z elektrického mikromotoru a násadce, buď kolénkového nebo rovného, podle toho, jak přístupné je preparované místo. Mikromotor s násadcem tvoří jeden celek. První dentální souprava v bývalém Československu, která standardně obsahovala mikromotor, byla Chiradent H, po roce 1989 pak následovaly např. modely Ergostar 90S, Ergostar Praktik a další. Dnes je mikromotor na každé dentální soupravě samozřejmostí. Celý mikromotorový nástroj je chlazen vodním aerosolem - mlhou (hlídáno elektronicky dentální soupravou). Při stomatoprotetických pracích (in vitro) a na nízkých otáčkách je možno chlazení vypnout. Nástroj (vrtáček, frézka, brousek, kartáč…) se do moderních nástavců upíná stiskem hlavičky rukou (jako u versatilky). Mikromotor má díky regulovatelnosti otáček a variabilitě násadců (kolének) univerzální použití a je v současné době základním nástrojem každého zubního lékaře. Chod mikromotoru je poměrně tichý, srovnatelný s chodem malých komutátorových motorů. U kolénkových násadců rozlišujeme tři typy: S červeným proužkem je rychloběžný, s převodem do rychla (nahrazuje turbínu, ale je šetrnější), s modrým proužkem má převod 1:1 (běžná práce) a se zeleným proužkem, ten má převod do pomala, zejména k dobrušování korunek živých zubů. Mikromotor používají k leštění i dentální hygienistky.

## Turbínková vrtačka

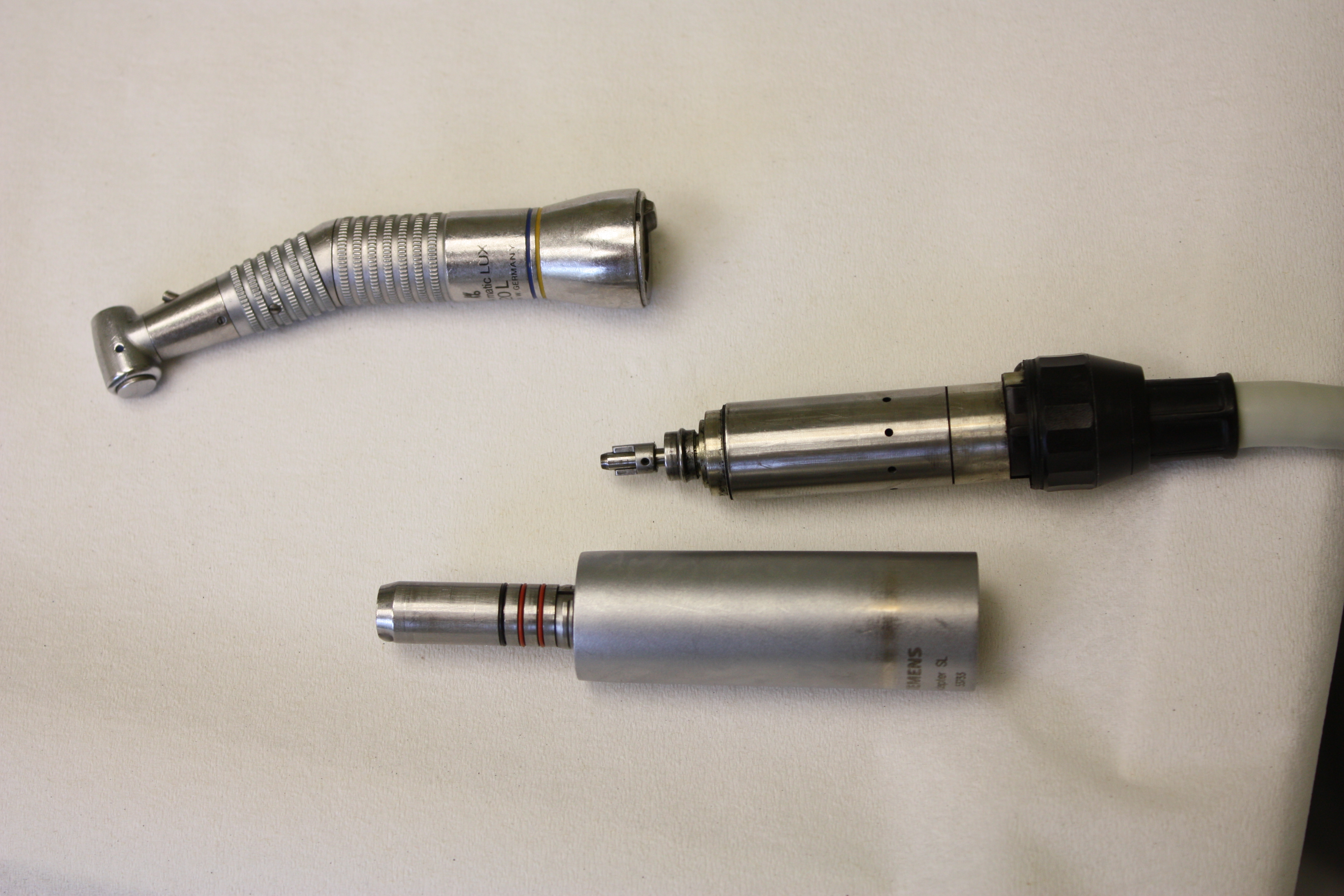
Rozložený elektrický mikromotor na německé soupravě KaVo. Násadec (kolénko), upínací část a vlastní mikromotor s přívodem.

Skládá se z přetlakové vzduchové turbínky, která je schopna vyvinout na své malé rozměry překvapivý výkon (cca 18W). Její otáčky činí řádově statisíce za minutu (200 000-400 000 ot/min.). Otáčky jsou zpravidla konstantní a je vždy nutno hrot nástroje chladit vodním aerosolem – mlhou (hlídáno elektronicky dentální soupravou). Nástroj bez chlazení se nesmí použít, hrozí nebezpečí přehřátí hrotu a poškození zubu i turbínky. To byly nejčastější problémy v minulosti, pro které se od turbínek začalo postupně upouštět. Nástroj se do turbínky upíná stiskem hlavičky rukou (jako u versatilky), starší turbínky (Chirana) měly v příslušenství upínáček. Zatím je nejasné, zda preparace turbínou má škodlivé účinky na živé (vitální) zuby. Podle některých badatelů (např. Harndt, 1982) má vliv chodu turbíny (ultrazvukové vibrace a zejména extrémně vysoké a neregulovatelné otáčky) negativní vliv na odontoblasty v zubní dřeni, a to zejména při výpadku chlazení, kdy je tkáň místo vrtání doslova propalována. Proto moderní zubaři turbíny téměř nepoužívají. Turbínový násadec vydává při chodu nepříjemný a hlasitý pisklavý zvuk. Na některých soudobých dentálních soupravách nebývá turbínková přípojka vůbec a místo ní výrobce přidává další mikromotor či jiný nástroj (kauter, intraorální kamera, ultrazvukový odstraňovač zubního kamene, pískovač, polymerační lampa apod.)